# CFTR
Beljakovina CFTR (angl. cystic fibrosis transmembrane conductance regulator, regulator transmembranske prevodnosti pri cistični fibrozi)  je beljakovina, ki deluje kot ionski kanalček in prenaša kloridne ione čez epitelijske celične membrane. Mutacija gena za beljakovino CFTR, do katere pride pri cistični fibrozi, prizadene njeno funkcionalnost. Zato je moteno prehajanje kloridnih in posledično natrijevih ionov v celicah vrhnjice, ki prekriva zunanje in notranje površine organov.
Beljakovina CFTR spada glede na strukturo v družino ATP-az oz. družino ABC-prenašalcev (ATP-binding cassette). Sestavljena je iz dveh ATP-hidrolizirajočih domen, ki jih imenujemo tudi nukleotid-vezavne domene, in dvanajstih transmembranskih alfa vijačnic. Beljakovine ABC sodelujejo kot mediatorji transporta raztopljenih organskih snovi.

## Vloga beljakovine CFTR
- Zmanjša transport natrijevih ionov predvsem v epitelijskih natrijevih kanalčkih.
- Regulira od Ca2+ odvisne kloridne in kalijeve kanalčke.
- Sodeluje pri eksocitozi in nastanku molekularnih kompleksov v plazemski membrani.

## Struktura beljakovine CFTR
Beljakovina je sestavljena iz 1480 aminokislin in več globularnih in transmembranskih domen. Zadnje tri aminokisline TRL (treonin, arginin in levcin) so odgovorne za pritrditev beljakovine na receptorje tipa PDZ, ki je v bližini ostalih membranskih receptorjev (npr. intracelularnih signalnih beljakovin), ionskih kanalčkov in citoskeleta. Te beljakovine vplivajo na različne funkcije CFTR, kot so prevodnost, regulacija ostalih kanalčkov, prevajanje signalov in lokalizacija na apikalni plazemski membrani. Protein kinaza A aktivira beljakovino CFRT preko fosforilacije. Aktivnost kanala pa je regulirana z dvema globularnima nukleotid-vezavnima domenama, ki omogočata odprtost oz. zaprtost kanala.
Vsaka transmembranska globularna domena vsebuje šest alfa vijačnic, ki prebadajo membrano, le-te pa tvorijo pore, ki omogočajo prehod klorida. Regulatorno domeno predstavlja del beljakovine, ki se fosforilira s protein kinazo A.

## Mutacije CFTR proteina
| Mutacija   | Delež/pogostost |
| ---------- | --------------- |
| ΔF508      | 66,0 %          |
| G542X      | 2,4 %           |
| G551D      | 1,6 %           |
| N1303K     | 1,3 %           |
| W1282X     | 1,2 %           |
| Vse ostale | 27,5 %          |

Mutacija gena CFTR onemogoča pravilno sintezo beljakovine, ki sodeluje v transmembranskem prenosu Cl- ionov, zaradi česar se v telesu zadržuje prebitna količina NaCl in se tvori gost in lepljiv mukus ter preslan pot. Najbolj prizadete so žleze znojnice, trebušna slinavka, pljuča, srce (aritmije) in črevesje. Pride lahko do popolne azoospermije in neplodnosti, najpogostejši vzrok smrti pa so pljučne okužbe (Pseudomonas aeruginosa, Haemophilius influenzae, Aspergillus fumigatus ...)
Pomanjkanje beljakovine CFTR vpliva na izražanje ostalih genskih produktov, predvsem beljakovin, ki so pomembne pri vnetnih procesih, procesih razvoja, ionskem transportu in celičnem signaliziranju. Ti proteini so odgovorni za fenotip cistične fibroze in nam omogočajo razlikovanje med različno hudimi oblikami bolezni pri bolnikih z enako mutacijo na genu CFTR.
Mutacije v CFTR genu razdelimo v 6 razredov:
- Razred I – mutacije, katerih posledica je pomanjkljiva sinteza beljakovine.
- Razred II – mutacije, zaradi katerih pride do okvarjenega razvoja beljakovine ali prezgodnje degradacije le-te.
- Razred III – mutacije, zaradi katerih pride do disorientirane regulacije beljakovine(npr. mutacija G551D, ki je vzrok za abnormalno funkcijo nukleotid-vezavne domene, ATP se zato nanjo ne mora vezati, ne pride do hidrolize).
- Razred IV – mutacije, zaradi katerih pride do okvarjene kloridne prevodnosti (npr. mutacija A455E, ki povzroči le delno prevodno aktivnost beljakovine CFTR, ta mutacija je povezana z manj hudo prognozo bolezni pljuč).
- Razred V – mutacije, zaradi katerih pride do zmanjšanega števila CFTR-transkriptov, ki so posledica abnormalnosti promotorja ali abnormalnosti pri spajanju (splicingu).
- Razred VI – mutacije, zaradi katerih pride do pospešene premene beljakovine.

Ena od 25 najpogostejših mutacij se imenuje ΔF508 in je prisotna pri približno 70 % vseh okvarjenih alelov in pri 90 % bolnikov s CF v ZDA. Spada v razred II.

## Diagnosticiranje in genetsko testiranje
Prisoten mora biti vsaj en klinični znak:                      
- motnje dihanja
- motnje prebave in malabsorpcija
- obstrukcijska azoospremija
- sindrom izgube soli

Poleg kliničnega znaka je potreben vsaj en dokaz o moteni funkciji CFTR:
- koncentracija Cl- v znoju nad 60 mmol/l
- abnormalna vrednost razlik v nazalnem transepitelijskem potencialu
- mutacija gena CFTR

- Testiranje znoja (Sweat test): merjenje količine soli (NaCl) v znoju.

Naprava za zbiranje znoja se namesti na (otrokovo) kožo, poleg tega pa se aplicira brezbarvna snov, ki povzroči potenje. Ko se zbere dovolj znoja, se le ta analizira na Na+ in Cl-. Za diagnozo CF je potrebnih več nenormalnih testov znojenja. Poleg tega pa obstajajo tudi druga stanja, ki kažejo povišane elektrolite v znoju.
- Imunoreaktivni tripsinogenski test (IRT):

kri, ki se vzame 2-3 dni po rojstvu, se analizira na specifični protein tripsinogen. Pozitivni IRT test moramo potrditi s testom znojenja in drugimi. Test se uporablja tudi kot pomoč pri diagnosticiranju pankreatične insuficience pri otrocih in odraslih.
- Drugi testi:

rentgen prsi (prsnega koša), test pljučne funkcije, pregled kultur sputuma, preiskava blata (za identifikacijo tipičnih prebavnih nenormalnosti).
- Molekularno genetsko testiranje:

vključuje presejevanje (screening) prenašalcev in direktno DNA analizo. S trenutno dostopnimi testi ne moremo zaznati vseh od več kot 900 mutacij, tako da so ti testi le 80-85% zanesljivi.

## Sedanje terapije cistične fibroze
Zaenkrat je možno izboljšati kakovost življenja bolnikov in družine le z zmanjševanjem simptomov, vzrok bolezni pa ostaja v bolniku. 
- Znana mutacija v le enem samem genu v teoriji pomeni, da je cistična fibroza ena prvih bolezni, kjer bi lahko uporabili pristop genskega zdravljenja. Bolnik prejme kopijo zdravega gena, izrazi se funkcionalen protein, vzrok odstranjen, somatsko zdravljenje uspelo. Še boljše, okvaro zatreti že v kali, zamenjati okvarjen gen že v zarodnih celicah! Vendar se v realnosti pojavijo številne ovire.
- Druga rešitev je uporaba zdravil, s katerimi kontroliramo okvarjen gen, vendar je do danes možno le zmanjšati in kontrolirati simptome. Do sedaj se je zvrstila široka zbirka antibiotikov, nadomestnih encimov (prebavni encimi trebušne slinavke, antitripsin a1,…), bronhodilatatorji, kar seveda prinaša kombinacije neželenih učinkov zdravil. V skrajnem primeru je možna presaditev pljuč.

Danes velja, da je CF genetska okvara, ki ne more biti preprečena. Bolniki za izboljšanje svojega življenja upoštevajo tudi naslednje napotke:
- Redna imunizacija, dodatno proti pnevmokokom in gripi
- Uporaba dodatnih tehnik čiščenja zračnih poti, kot so posturalna drenaža, vaje za globoko dihanje, …
- Hranljivi, visoko kalorični obroki, visok vnos tekočine, poleti povečan vnos soli,…
- Redni pregledi in pogosti testi, sledijo svojemu načrtu zdravljenja
- Fizične aktivnosti (šport, vaje)
- Odpoved kajenju in izogibanje pasivnemu kajenju

Zdravila:
- Antibiotiki
- Bronhodilatatorji
- Antiholinergiki
- DNAze
- Mukolitiki
- NSAR
- Stabilizatorji membrane
- Kortikosteroidi
- Nadomestni encimi
- Zdravila, ki vplivajo na CFRT

## Smernice razvoja v zdravljenju CF - gensko zdravljenje
Trenutna terapija cistične fibroze le blaži simptome: preprečuje okužbe (infekcije), zmanjša količino in viskoznost sluzi v pljučih in izboljšuje dihanje in prebavo. Gensko zdravljenje pa nam ponuja rešitev problema, kljub temu da do sedaj še ni izpolnilo velikih (morda prevelikih) pričakovanj, ki so nastala ob odkritju gena CFTR in napak na njem, ki so odgovorne za bolezensko stanje, bo v prihodnosti zagotovo odigralo zelo pomembno vlogo.
Trenutno je pri genskem zdravljenju z uporabo virusnih vektorjev največji problem gostiteljev imunski odziv, ki ni zgolj moteč dejavnik za pacienta. Moramo upoštevati, da je življenjska doba celice epitelija pljuč, ki je tarčno tkivo virusnih vektorjev, okrog 120 dni in bi bilo treba terapijo ponavljati na nekaj mesecev. Z zgraditvijo imunske obrambe bi učinkovitost prenosa glede na prvo zdravljenje močno padla (to so potrdile tudi nekatere študije), ker bi imunski sistem odstranil oz. nevtraliziral vektor in močno zmanjšal učinkovitost. Primeren vektor bo moral zaobiti imunski sistem, možna pa je tudi sočasna terapija z imunosupresivi, seveda bodo ustreznost in primernost te kombinacije morale potrditi klinične študije.
Nevirusni vektorji, kot so kationski liposomi, v nasprotju z virusnimi nimajo težav z imunskim odzivom, pač pa imajo premajhno učinkovitost. Trud je usmerjen v iskanje rešitev, ki bi izboljšale vnos DNK v celice, transport DNK iz citoplazme v jedro in dovolj veliko ekspresijo, ki traja čim dlje. Da bi na primer izboljšali vnos v celico, tako preizkušajo možnost vgraditve proteina v steno liposoma, ki bi se specifično vezal na integrine tarčne celice.
Res je zaenkrat večina truda pri raziskavah genske terapije vložena na popravljanje genoma že diferencirane oz. deleče se epitelne pljučne celice, pravi preboj pa bi predstavljala genska terapija »zarodne pljučne celice«, kar bi najbolj omililo bolezen, saj so pljučni zapleti najnevarnejši in so največkrat vzrok smrt.
Če pogledamo še dlje v prihodnost, je zarodno gensko zdravljenje tisto, kar bo cistično fibrozo postavilo med izumrle bolezni. Res je to še daleč, a se že sedaj zelo veliko vlaga v raziskave o možnostih manipulacije zarodnih celic, tako je bila nedavno ustvarjena celična linija embrionalnih zarodnih celic z ΔF508 mutacijo na genu CFTR. To ne daje le možnosti raziskave za gensko terapijo, ki bi popravljen gen ponesla tudi na potomce, temveč v vmesnem času tudi za raziskave kako sama mutacija vpliva na celico in možnost preizkusa novih terapij.
Seveda bo do praktične in varne uporabe genskega zdravljenja cistične fibroze preteklo še kar nekaj časa. V vmesnem obdobju se vzporedni razvoj ukvarja z izboljšavami že obstoječih terapij in iskanjem novih tarč, kar omogočajo nova odkritja o biokemijskem ustroju povezanim z okvaro na genu CFTR.
Izboljšujemo sestavo diet, testiramo nove možnosti aplikacij (gre predvsem za inhalatorje z antibiotiki za boj proti vse pogostejšim in življenjsko ogrožajočim pljučnim infekcijam), bolj uporabnejše in pacientu prijaznejše encimske nadomestne terapije, novi zanesljivejši testi, svetovanje bolnikom …
Od identifikacije gena CFTR se je zgodil velik napredek v razumevanju celične in molekularne funkcije gena CFTR, kakor tudi mehanizem disfunkcije. Vse to je dalo idejo, da bi mogoče z majhnimi molekulami popravili delovanje pokvarjenega proteina. Trenutno je opisanih že preko 1000 mutacij povezanih s cistično fibrozo, ki so bile razdeljene v šest razredov. I razred če je okvarjena produkcija proteina na stopnji translacije, II razred če je okvarjen intracelični prenos proteina, III razred če je okvarjena regulacija kloridnega transporta, IV razred če je okvarjen sam kloridni transport, vendar je v omejeni obliki še prisoten, V razred če je zmanjšana ekspresija proteina in VI razred mutacije, zaradi katerih pride do pospešenega turn-overja
Vendar je pri veliki večini (nad 90%) bolezenski vzrok mutacija ΔF508, proteinu manjka fenilalanin na mestu 508. CFTR ΔF508 se obravnava kot mešan mutant z lastnostmi tipov II, III, IV. Kontrola kakovosti v endoplazemskem retikulumu (ER) prepozna napačno zvit protein, ga poveže z ubikvitinom in ga tako nameni za razgradnjo v proteosomu. CFTR ΔF508 še ima lastnosti ionskega kanala, vendar je verjetnost odprtega stanja nekajkrat nižja kot pri nemutiranem proteinu. Vzrok temu je lahko direkten vpliv spremembe primarne strukture ali pa gre sekundarni efekt ker je spremenjeno vezavno mesto za kinaze in fosfataze. Tisti proteini, ki pa pridejo do zunanje membrane, so bistveno manj stabilni, kot nemutirani proteini. Razpolovni čas je ocenjen na približno 4 ure in na 18-48 ur pri nemutiranem proteinu. Na vseh omenjenih spremembah se poskuša z majhnimi molekulami izboljšat stanje. Iščemo molekule, ki povečajo ekspresijo gena CFTR (butirat, 4-fenilbutirat, CPX), kar bi načeloma po zakonu o delovanju mas povečalo količino proteina na membrani. V razvoju so snovi, ki stabilizirale protein na membrani in mu podaljšale razpolovni čas, znanstveniki izhajajo iz že znanih nizkomolekularnih stabilizatorjev kot so polioli (sorbitol, glicerol, mioinozitol), aminov (betamin, trimetilamin-N-oksid) in nekatera topila (DMSO). Predvidevajo da stabilizatorji olajšajo zvijanje in zmanjšajo degradacijo že zvitih molekul. Znane pa so tudi že kristalne slike CFTR ΔF508 proteina ter možnost in silico iskanja novih molekul, ki bi povečale verjetnost odprtega stanja proteina.
Zelo verjetno je, da bi s kombinacijo učinkovin, ki bi imela različna prijemališča, dosegli sinergistični učinek, pa čeprav bi vsaka posamezna molekula le malo izboljšala stanje.
Zgoraj naštete ideje temeljijo na izboljšanju delovanja pokvarjenega proteina, pojavila pa se je še drugačna ideja, ki pravi, da bi lahko s poznavanjem drugih mehanizmov in vplivom nanje, kompenzirali napake v ionskem transportu, ki so posledica mutacije gena CFTR. Obstaja namreč več tipov proteinov, ki služijo kot kloridni kanali in za nekatere že imamo spojine s katerimi vplivamo na funkcijo ionskega transporta in splačalo bi se z njimi poizkusiti popraviti ionski transport pri cistični fibrozi.